# 克莉絲汀娜·布魯卡托
克莉絲汀娜·布魯卡托（英語：Christina Brucato）是一位美國女演員、監製和編劇。較知名的是於2016年起在電視劇《明日傳奇》第二季中演出。

## 職業生涯
2016年起，布魯卡托加入綠箭宇宙系列劇集，包括《明日傳奇》、《閃電俠》和《女超人》，在當中飾演馬丁的女兒莉莉·斯坦因（Lily Stein）。在劇中主線劇情於《明日傳奇》第二季，馬丁因為勸說年輕的自己而產生的新時間線。

## 作品列表

### 電影
- 1995：《歡迎光臨娃娃屋》 -Cookie[3]
- 2015：《高年級實習生》- Emily[3]
- 2016：《37》-Kitty Genovese
- 2016：《Cul-de-Sac》（短片）
- 2017：《西德尼·豪爾》-Jeanine
- 2017：《Police State》-Ruthie
- 2017：《Kensho at the Bedfellow》-Ashley
- 2017：《Keep the Change》-Karen
- 2017：《Wandering Off》-Lucy

### 電視劇
- 2015：《難得幸福》-Business Woman（1集）
- 2015-2016：《芝加哥醫情》-Claire Rhodes（3集）
- 2016：《呆逼還願人》-Dilana（1集）
- 2016：《勁爆女子監獄》-Young Lolly（1集）
- 2016-2017：《明日傳奇》-Lily Stein（第二至三季；常規角色）
- 2016：《閃電俠》-Lily Stein（第三季；1集）
- 2017：《女超人》-Lily Stein（第三季；1集）

## 外部連結
- 克莉絲汀娜·布魯卡托在互联网电影资料库（IMDb）上的資料（英文）
- 開眼電影網上《克莉絲汀娜·布魯卡托》的資料（繁體中文）